# 月华站
月华站（站牌上彝文站名写作ꑴꉸ/yip huop，彝文时刻表上站名写作ꒀꉸ/yop huop）是一个成昆线上的铁路车站，位于四川省凉山彝族自治州西昌市月华乡，建于1970年，目前为四等站，邮政编码为615015。目前仅办理客运业务，每日有一对慢车停靠，不办理货运业务:384。
车站客源除当地居民外，还有在镇上月华中学读书、来自凉山州成昆铁路沿线其他地区的彝族学生。周末约有500-600名该校学生乘坐停靠本站的慢车回家和返校。此外，月华镇上设有一处大型家禽家畜交易中心，有许多来自凉山州其他地方的居民通过本站前往交易中心交易。由于本站客流较大，铁路部门于2019年对车站月台进行延长工程以方便旅客乘降。